# كريستين مان (كاتبة)
كريستين مان (بالإنجليزية: Kristin Mann)‏ هي مؤرخة وكاتِبة أمريكية، ولدت في 12 سبتمبر 1946.